# Krupin (gromada)
Krupin – dawna gromada, czyli najmniejsza jednostka podziału terytorialnego Polskiej Rzeczypospolitej Ludowej w latach 1954–1972.
Gromady, z gromadzkimi radami narodowymi (GRN) jako organami władzy najniższego stopnia na wsi, funkcjonowały od reformy reorganizującej administrację wiejską przeprowadzonej jesienią 1954 do momentu ich zniesienia z dniem 1 stycznia 1973, tym samym wypierając organizację gminną w latach 1954–1972.
Gromadę Krupin z siedzibą GRN w Krupinie utworzono – jako jedną z 8759 gromad – w powiecie oleckim w woj. białostockim, na mocy uchwały nr 20/V WRN w Białymstoku z dnia 4 października 1954. W skład jednostki weszły obszary dotychczasowych gromad Krupin, Możne, Krzyżewko, Urbanki, Rynie i miejscowość Raczki Nowe z dotychczasowej gromady Raczki Wielkie ze zniesionej gminy Borawskie w tymże powiecie, obszary dotychczasowych gromad Markowskie i Wojnasy ze zniesionej gminy Wieliczki w tymże powiecie oraz miejscowości Imionki i Jeziorki wyłączone z miasta Olecko. Dla gromady ustalono 12 członków gromadzkiej rady narodowej.
1 stycznia 1972 z gromady Krupin wyłączono wsie Markowskie i Wojnasy włączając je do gromady Wieliczki, po czym gromadę Krupin zniesiono, a jej (pozostały) obszar włączono do gromad Szczecinki (wsie Godziejewo, Krupin, Krzyżewko, Urbanki, Rynie i Nowe Raczki) i Olecko (wieś Możne).